# Ponte di Trezzo
Il ponte di Trezzo è un ponte stradale che varca il fiume Adda fra i comuni di Trezzo sull'Adda e Capriate San Gervasio.

## Storia

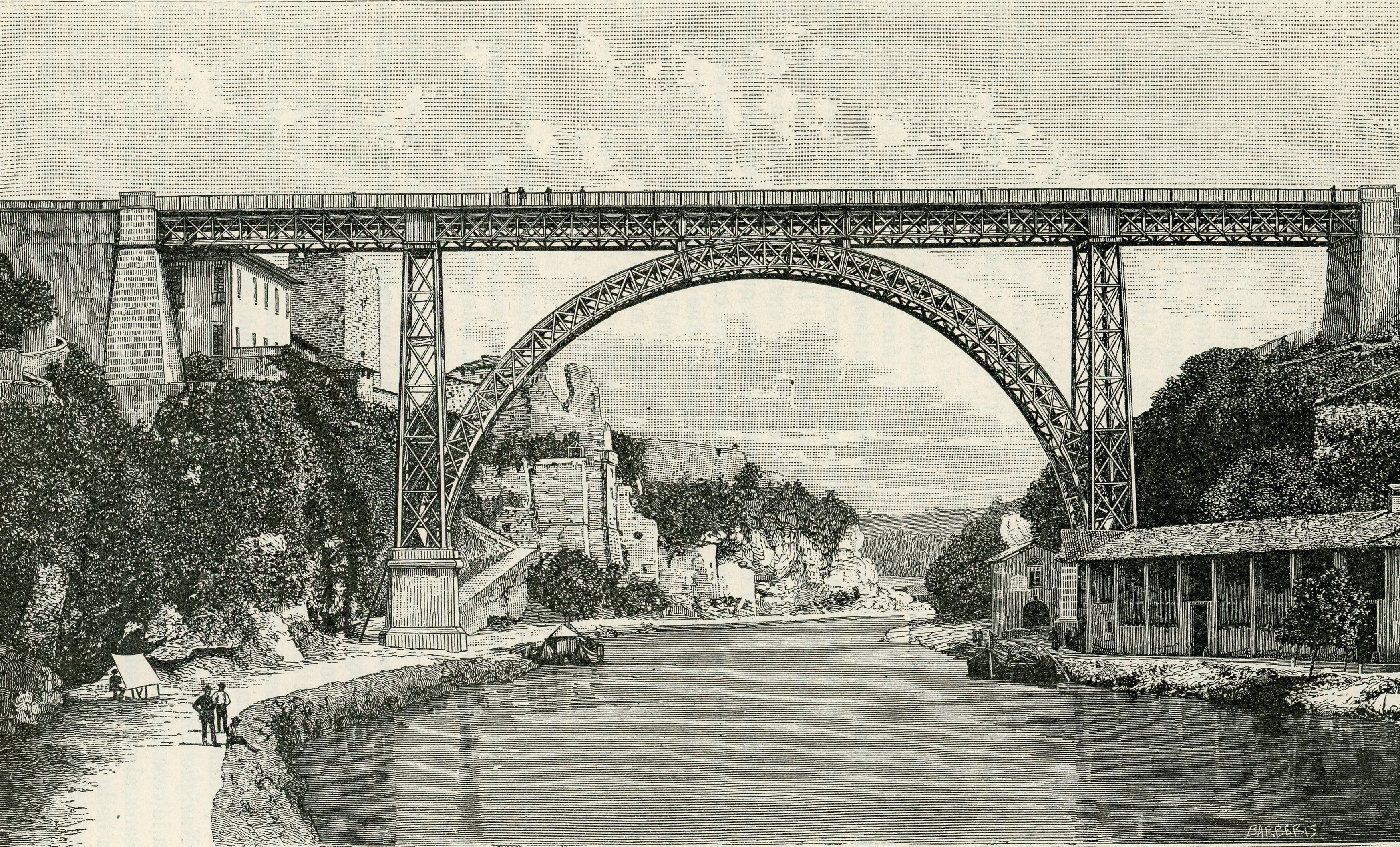
Il vecchio ponte in ferro

Il primo ponte di Trezzo, in ferro e con struttura ad arco, fu costruito dal 1884 al 1886 dalla Società Nazionale Officine di Savigliano; si trattò del primo esempio del genere realizzato in Italia, seguito pochi anni dopo dal vicino e ben più celebre ponte di Paderno.
Dopo la seconda guerra mondiale le provincie di Milano e di Bergamo presero la decisione di sostituire il vecchio ponte con un nuovo manufatto: il vecchio ponte risultava infatti indebolito dall'invecchiamento del materiale e dal transito di veicoli ben più pesanti di quelli per cui era stato progettato; inoltre, la larghezza della carreggiata stradale di soli 5,50 m non era più adeguata alle esigenze del traffico moderno.
Il nuovo ponte, per il quale si ritenne conveniente l'uso del calcestruzzo armato, venne costruito sullo stesso luogo in cui sorgeva il vecchio, riutilizzandone i viadotti di accesso in muratura e i basamenti delle pile.
Il progetto fu redatto dall'ufficio tecnico provinciale di Milano con la consulenza dell'ingegner Arturo Danusso e costruito dalla società Ferrobeton; quest'ultima si aggiudicò l'appalto per aver proposto di utilizzare le travate in ferro del ponte esistente come centine per il getto del nuovo manufatto, ottenendo così un notevole risparmio.
Il nuovo ponte venne aperto al traffico il 13 dicembre 1953.

## Caratteristiche
Il ponte ha una lunghezza di 120 m, a cui vanno aggiunti i due viadotti di accesso che portano la lunghezza totale a 270 m.
La struttura è in calcestruzzo armato e consiste in due travi a sbalzo poggianti su due pile, e collegate fra loro da una trave Gerber; la campata centrale risulta lunga 62,50 m, e le due laterali 24,55 m.
L'impalcato è percorso da una strada a due corsie, larga 7,50 m e affiancata da due marciapiedi da 1,20 m ciascuno.